# Fontaine-la-Soret
Fontaine-la-Soret ist eine Ortschaft und eine Commune déléguée in der französischen Gemeinde Nassandres sur Risle mit 370  Einwohnern (Stand: 1. Januar 2022) im Département Eure in der Region Normandie (vor 2016 Haute-Normandie). Die Einwohner werden Fontainois genannt.
Zum 1. Januar 2017 wurde die Gemeinde Fontaine-la-Soret mit Carsix, Nassandres und Perriers-la-Campagne zur Gemeinde (Commune nouvelle) Nassandres sur Risle zusammengelegt. Sie gehörte zum Arrondissement Bernay und zum Kanton Brionne.
Fontaine-la-Soret liegt etwa 17 Kilometer ostnordöstlich von Bernay am Fluss Risle, der die Gemeinde im Osten begrenzt.

## Bevölkerungsentwicklung
| Jahr                       | 1962 | 1968 | 1975 | 1982 | 1990 | 1999 | 2006 | 2013 |
| Einwohner                  | 476  | 486  | 431  | 382  | 361  | 362  | 387  | 387  |
| Quellen: Cassini und INSEE |      |      |      |      |      |      |      |      |

## Sehenswürdigkeiten
- Kirche Saint-Martin aus dem 11. Jahrhundert, seit 1846 Monument historique
- Kapelle Saint-Éloi aus dem 11./12. Jahrhundert, seit 1936 Monument historique
- Schloss und Park Fontaine-la-Soret aus dem 18. Jahrhundert, seit 1986/1995 Monument historique
- Herrenhaus aus dem 17. Jahrhundert

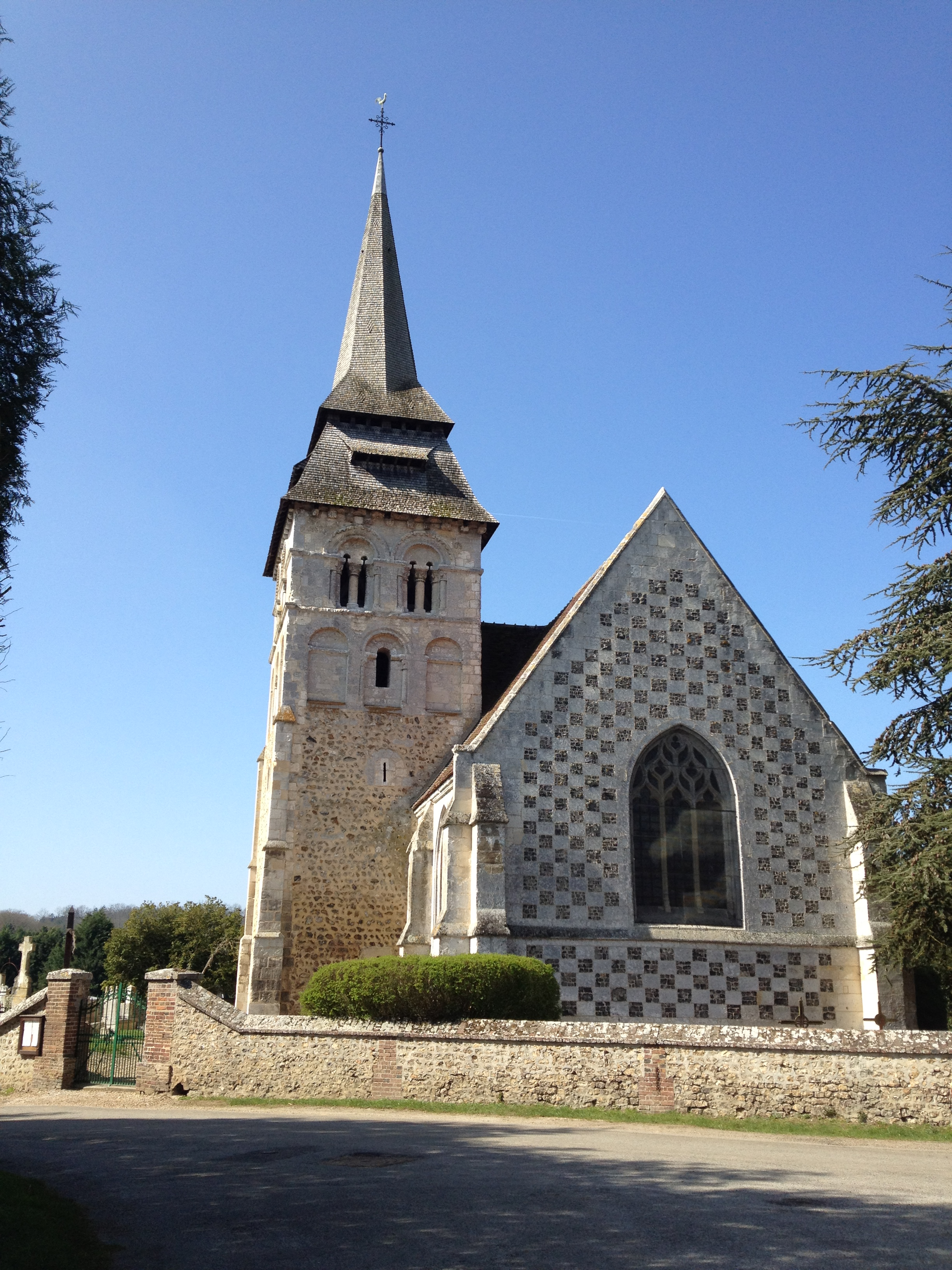
Kirche Saint-Martin
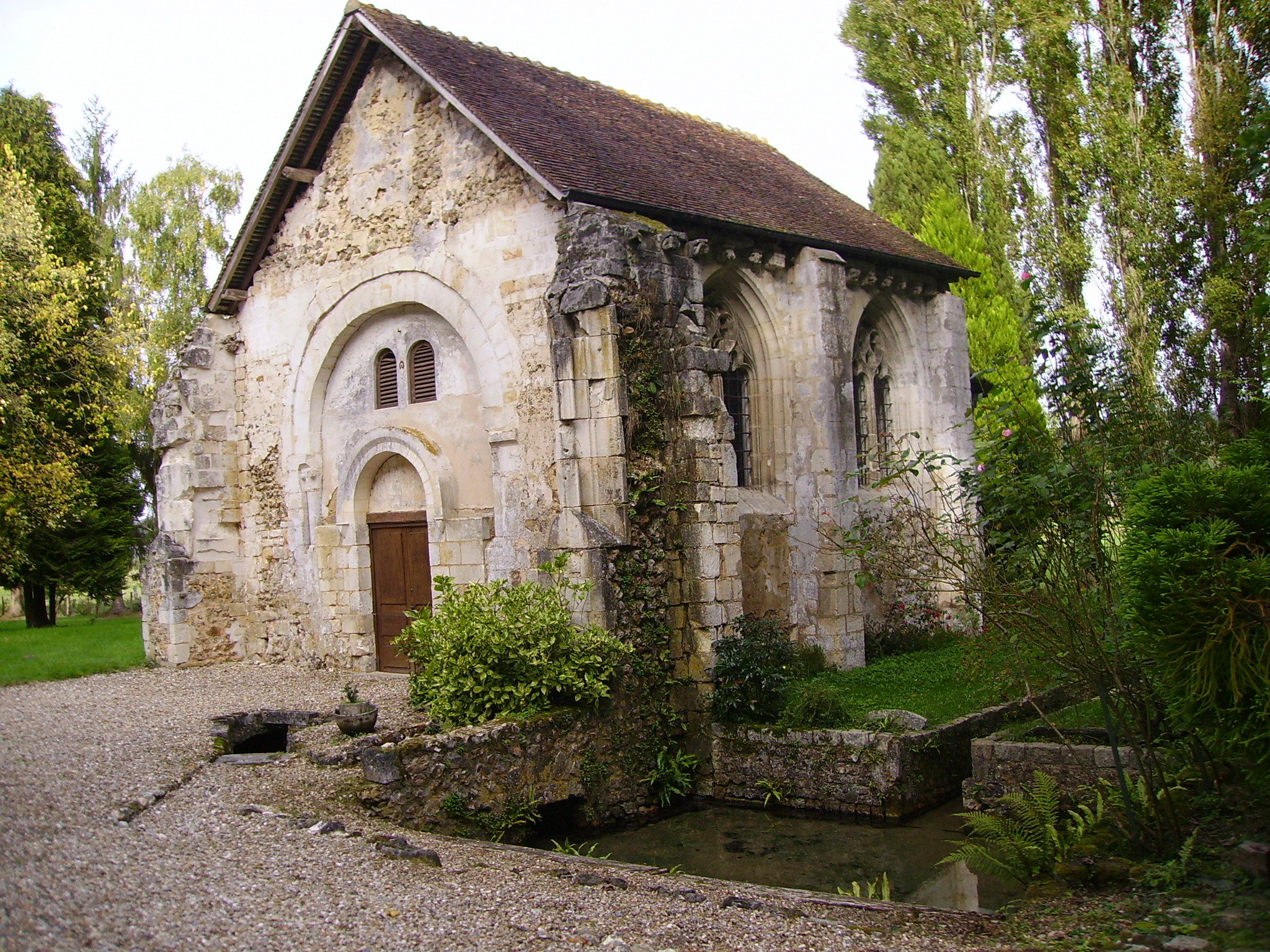
Kapelle Saint-Éloi
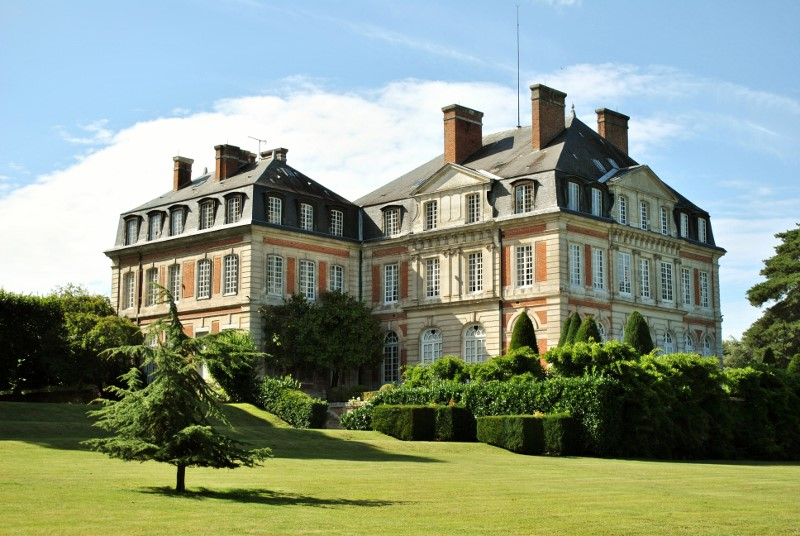
Schloss Fontaine-la-Soret